# Croton tchibangensis
Croton tchibangensis är en törelväxtart som beskrevs av François Pellegrin. Croton tchibangensis ingår i släktet Croton och familjen törelväxter. Inga underarter finns listade i Catalogue of Life.